# Hygrophila stagnalis
Hygrophila stagnalis är en akantusväxtart som beskrevs av Raymond Benoist. Hygrophila stagnalis ingår i släktet Hygrophila och familjen akantusväxter. Inga underarter finns listade i Catalogue of Life.